# Anjalaforbundet
Anjalaforbundet blev stiftet på godset Anjala den 12. august 1788 og var en sammensværgelse af finske og svenske adelige officerer rettet mod den svenske konge Gustav 3. under Den russisk-svenske krig (1788–1790). Den russiske kejserinde Katarina den Store afviste kredsens fredsforslag, og det lykkedes den svenske konge at kvæle sammensværgelsen, men flere af de såkaldte Anjalamænd fik indflydelse på udviklingen i den finske del af riget under Finske krig (1808–1809).